# 特別病室

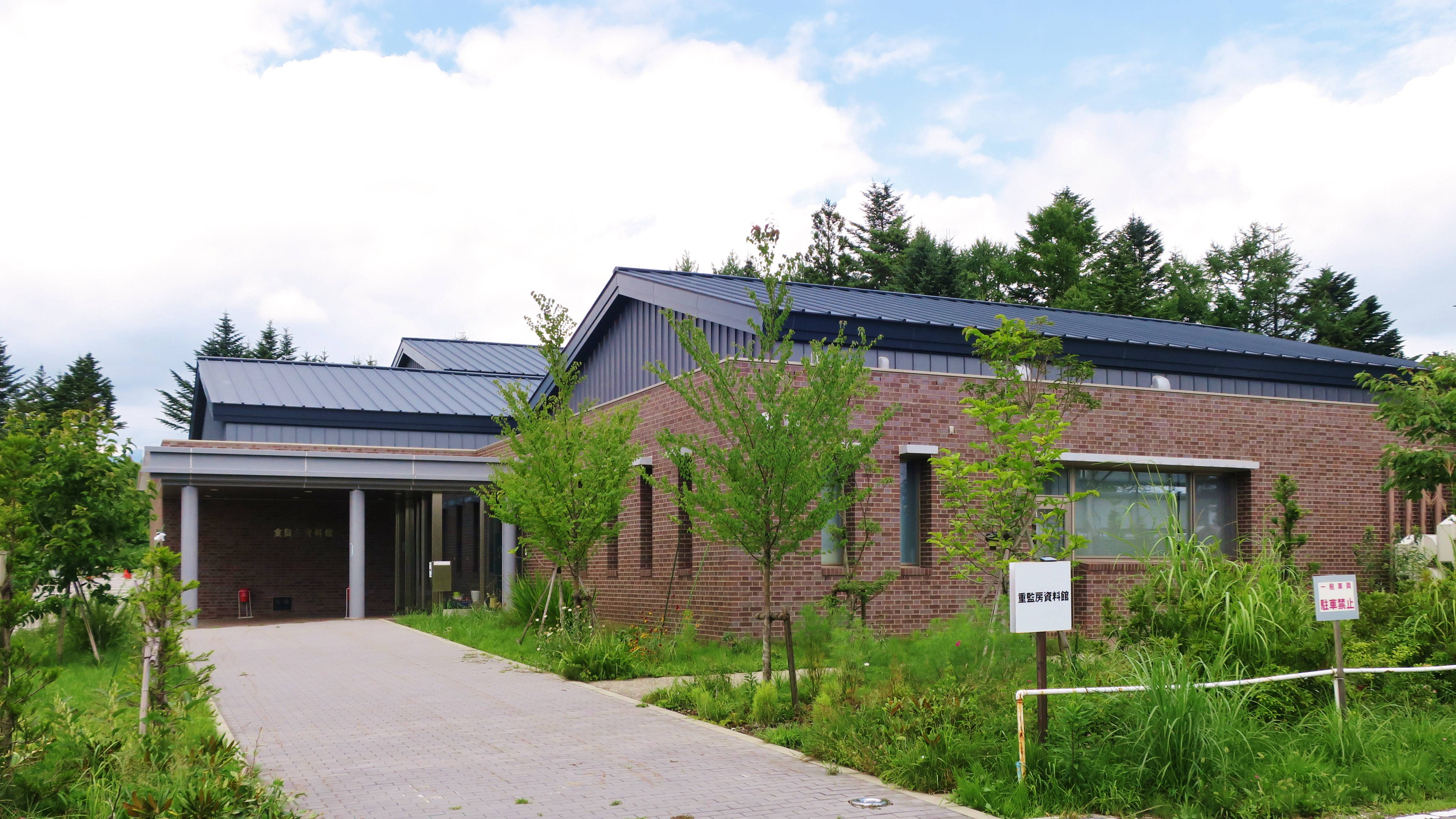
重監房資料館（群馬県草津町）
往時の特別病室の姿を館内に実寸大で再現、遺物等の資料とともに展示している。

特別病室（とくべつびょうしつ）とは、1938年から1947年にかけて群馬県吾妻郡草津町にあった国立療養所栗生楽泉園にあったハンセン病患者の監禁所で、懲戒検束規定があったが、恣意的に使われ、冬季は零下16 - 17度（-20度と想像した記載もある）の寒冷のため死者が出た。医療は行われなかった。重監房（じゅうかんぼう）ともいう。

## 特別病室の概要
1933年から、栗生楽泉園にはすでに監禁所が設けられていた。それに加えて「特別病室」が作られた。それは三井報恩会の寄付の一部からである。完成は1938年12月24日である。特別病室は約4メートルのコンクリート塀を巡らせた頑丈な壁の内側にあり、独居房が8室あった。独房は各々独立し、4畳半に足りず、板張りで用便のための穴があった。壁の上部には横75cm、縦13cmの小さな明かり取りの窓があり、昼も半暗室のような暗さで、曇った日には昼夜の区別もつかなかった。足元にはめし箱が入る出し入れ口があり、外気が入り込んだ。食事は日に2回、朝は薄い木製の弁当箱に麦飯と梅干1個、具のない汁が1椀。昼は朝より5割がた大きい弁当箱に麦飯と梅干1個、白湯1椀だった。厳寒期に零下18〜20℃にも下がる独房には暖房器具もろくな防寒具もなく、長期間収監が常態化し、平均監禁日数は131日だった。規律の維持、懲罰の実施は、看護長が行った。

## 問題化した経緯
1947年3月、アメリカ合衆国のアメリカ軍医中佐ポール・ラッシュが患者の訴えを聞いた。6月、患者たちは訴状を米軍政部へ送った。8月1日には、高松宮宣仁親王が重監房の視察を自ら希望し、房の内部に自ら入って、従来の利用状況などについて関係者に色々質問した。次に参議院補欠選挙のため日本共産党が視察した。8月22日、園長など施設側と患者と交渉が始まった。

## 山井事件
国立療養所多磨全生園の洗濯場主任の山井道太は長靴に穴があいていたが、神経痛があり取り替えを要求をした。それを施設側は拒否、患者たちはサボタージュした。全生園内騒擾の罪で、1941年6月6日連れ出され、特別病室に収容された。7月18日出獄、9月1日死亡した。

## 本妙寺事件と特別病室
1940年7月9日、本妙寺事件で一斉収容した患者のうち、患者互助組織「相愛更生会」関係者は草津に運ばれ、成人男性17名は重監房に入れられた。9名は57日監禁されたが、夏であったので命を落としたものはなかった。本妙寺のある熊本市花園町の住民から、園長当て嘆願書が出され（9月3日),9月11日出獄となったので、その効果があったと、『風雪の紋』にある。
会長の中村利登治はその後自治会役員投票で最高票をとるほど人望があった。彼は後菊池恵楓園に再入所したが、逃走、行方不明となる。

## 証言：特別病室からの死体の運び出し
当時19歳であった高田淳の証言が記録されている。

## 重監房における収監数、死亡数、死因
発表された記録に基づく。
- 収監数、死亡数
  - 獄死者 14 出獄後死亡者 8 生還者 71 収監者総数 93
  - 獄死者および出獄後死亡者の死亡時期 11-3月 18 7-8月 3 9-10月 1 合計 22
  - 平均監禁日数 獄死者 156 出獄後死亡者 239 生還者 114 全収監者 131
  - 死因 らい衰 3 肺結核 1 肺炎 3 肺炎カタル 1 膿胸 1 気管狭窄 1 肺 1 慢性腸カタル 2 腹膜 1 腎炎 3 心臓麻痺 1 縊死 2 記載なし 2 合計 22

## 国立らい療養所患者懲戒検束規定 (1931)
最初は1916年に制定され、1931年に改定された。
- 国立らい療養所の入所患者にたいする懲戒または検束は左の各号による。
  1. 譴責 叱責を加え、誠意改悛と誓わしむ。
  2. 謹慎 30日以内指定の室に静居せしめ、一般患者との交通を禁ず。
  3. 減食 7日以内主食および副食物につき、常食量二分の一までを減給す。
  4. 監禁 30日以内監禁室に拘置す。
  5. 謹慎および減食 第2号および第3号を併科す。
  6. 監禁および減食 第4号および第3号を併科す。
  7. 監禁は特に必要と認める時はその期間を2カ月まで延長することを得。
- 第2条 入所患者左の各号の1に相当する行為をなしたる時は譴責または謹慎に処す。（略）
  1. 所内に植栽せる草木を障害したるとき。（略）
- 第3条 入所患者左の各号の1に相当する行為をなしたる時は謹慎または減食に処し、または併科す。
  1. みだりに所外にでて、または所定の地域に立ち入る時。（略）
- 第4条 入所患者左の各号の一に該当する行為をなしたる時は減食または監禁に処し、または併科す。
  1. 逃走しまたは逃走せむとしたるとき。（略）
- 第5－10条 略
- 第11条
  - 左の各号の1に該当する場合は懲戒または検束の執行を免除または停止することを得。
    1. 大祭祝日、1月1日、2日、12月31日、または療養所の祝祭日または検束の処せられた父母の祭日。
    2. 懲戒または検束に処せられた者その父母の訃に接した時。
    3. 懲戒または検束に処せられた者療養上必要と認めたる時。（以下略）

## その後の経緯
国会で、問題となった。刑務所の必要性が合意され、熊本の菊池恵楓園の近くに作られることが、施設長会議で合意された。
責任者である霜崎庶務課長は解任さる。古見嘉一園長は休職、後に玉村孝三園長が就任した。